# Lótuszselyem

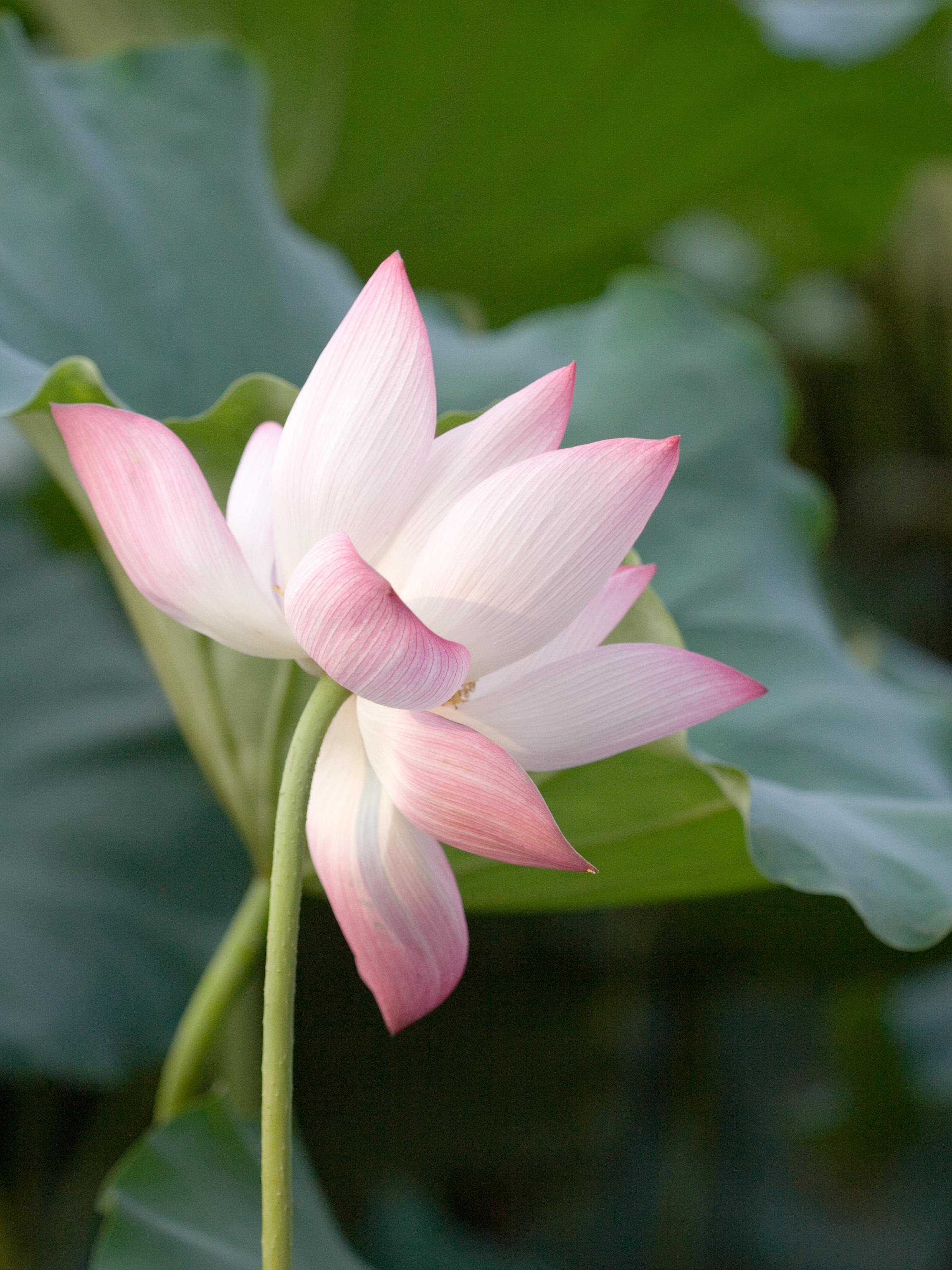
A lótusz virága és szára

A lótuszselyem a lótusz növény (Nelumbo nucifera) szárából kinyerhető, cellulóz alapú szál. Természetes rost, ritka és rendkívül exkluzív, mert a világban csak néhány szakértő kézműves műhely foglalkozik ezzel a nehéz kézi munkával.
A manapság gyártott, lótuszselyemből készült selyemszövet Mianmarból (korábbi nevén Burma) származik, az újabb időkben itt készítették először. Ma már Vietnámban is működnek lótuszselyem-szövő műhelyek. A rostszálak kinyerése és feldolgozása rendkívül munkaigényes művelet, ezért a lótuszselyem-szövetek és a belőlük készült termékek rendkívül drágák.

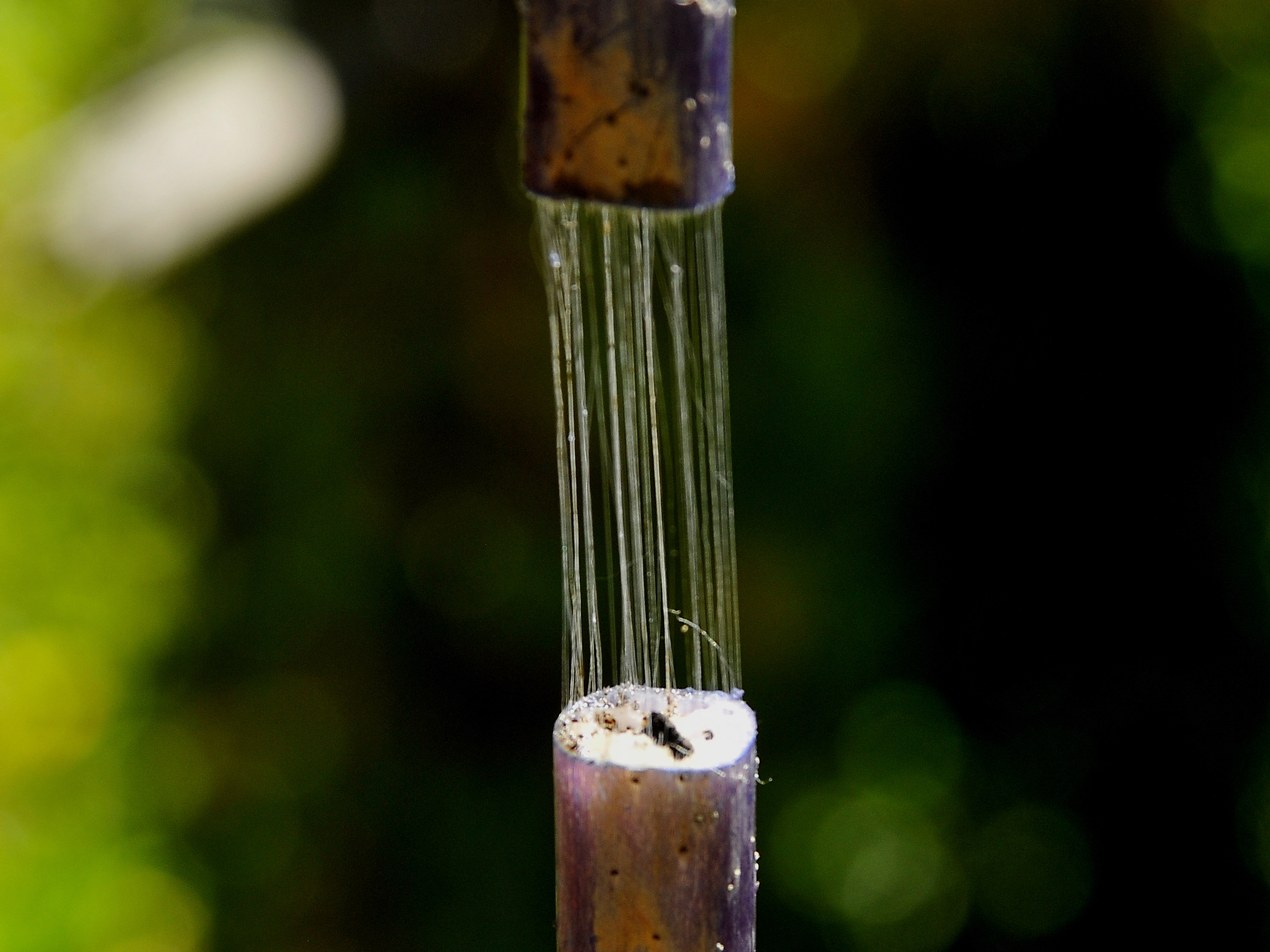
A lótusz szárában nagyon vékony, selyemszerű szálak vannak – ezekből készítenek szövésre alkalmas fonalat

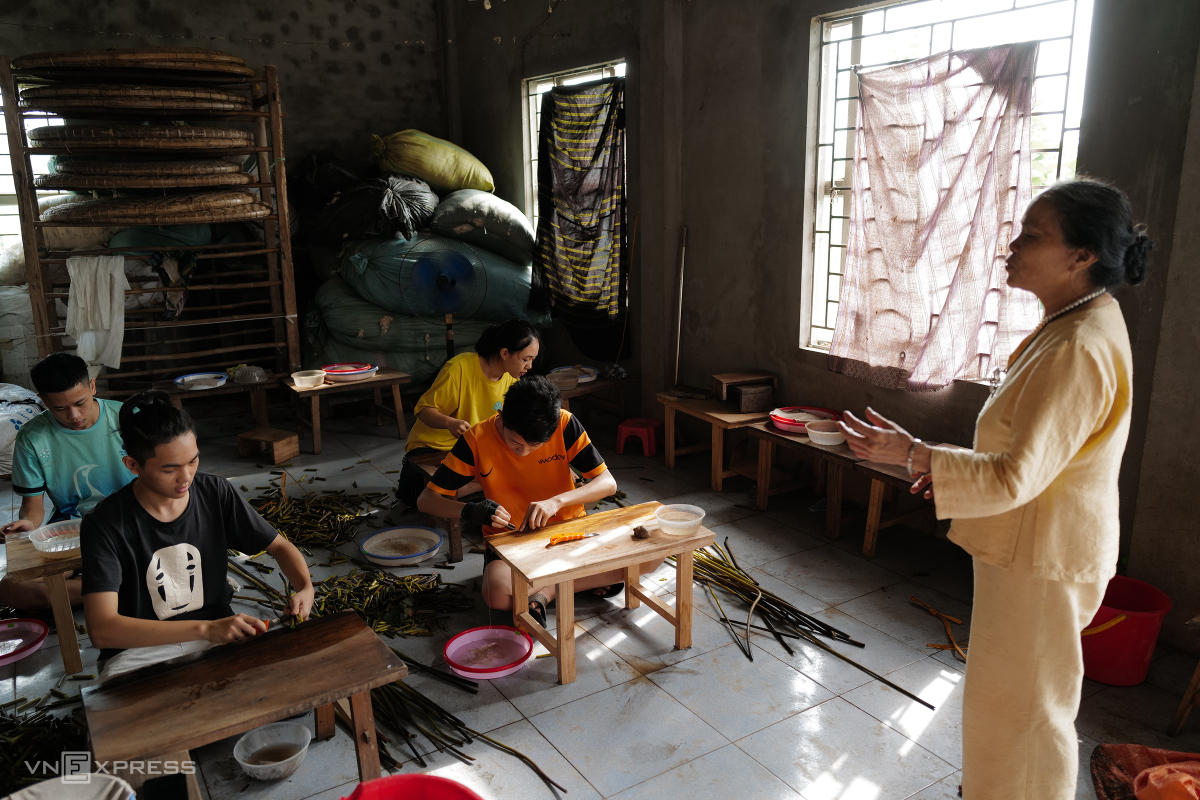
A vietnami kézművesek tanítják a lótuszselyem készítését.

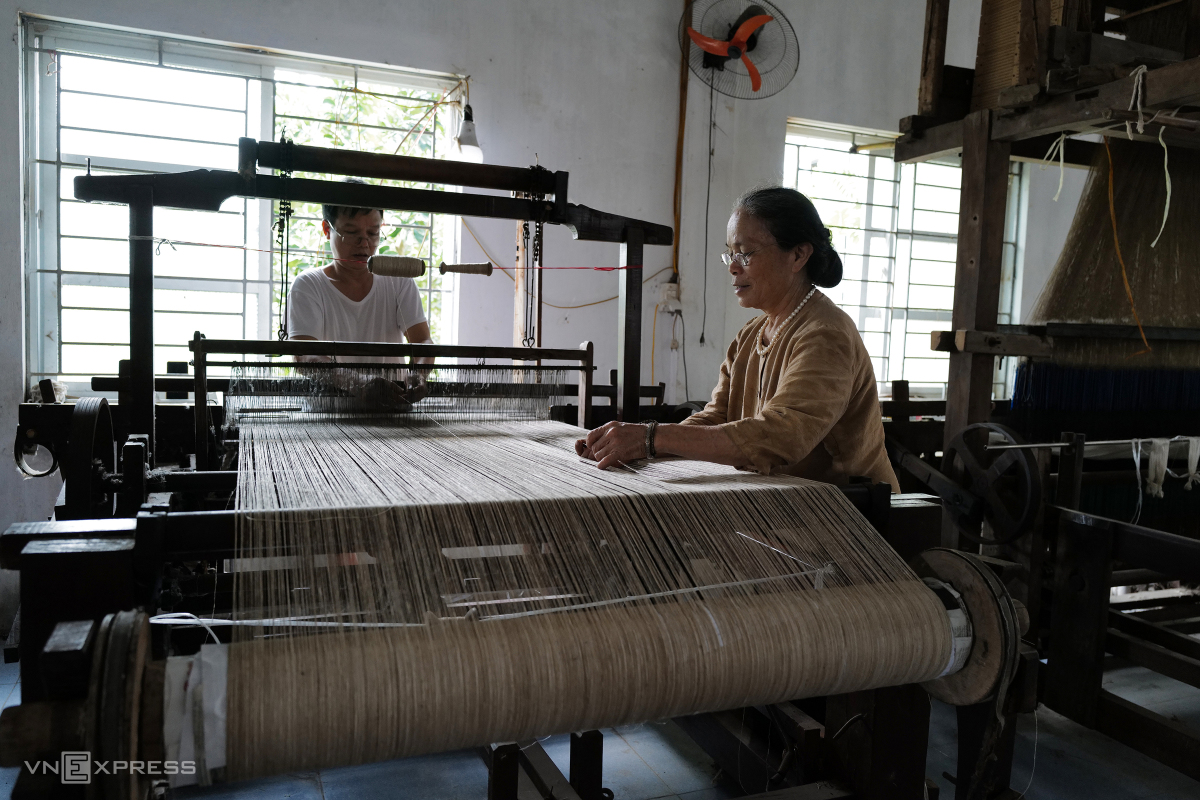
A vietnami kézművesek szövőszékeket használnak a lótuszselyem szövésére.

A burmai lótuszselymet az indiai lótusz (Nelumbo nucifera) szárából nyerik. A lótusz vízinövény, amelynek nagy, sokszirmú, rózsaszín virága van. A mianmari Inle-tóban és az ország több más helyén, tavakban termesztik.

## Története
A lótuszselyem-termelés titkát legendák övezik és valószínűleg Indiából ered. Régóta ismert volt Délkelet-Ázsiában, de aztán évszázadokra megfeledkeztek róla, mert előállítása bonyolultabb, mint a hernyóselyemé.
A ma ismert lótuszselyem-szövés a mianmari Inle-tó környékéről, a Kyaingkhan nevű faluból származik. Az ottani intha nemzetséghez tartozó egyik asszony, Sa Oo készített először lótuszselyemből díszes palástot a helyi buddhista szerzetes számára az 1900-as évek elején, majd hasonlókat a Phaung Taw Oo Pagoda Buddha-szobrainak díszítésére. A palástok készítésének Mianmarban egyébként is hosszú története van, még palástkészítő versenyeket is rendeznek.

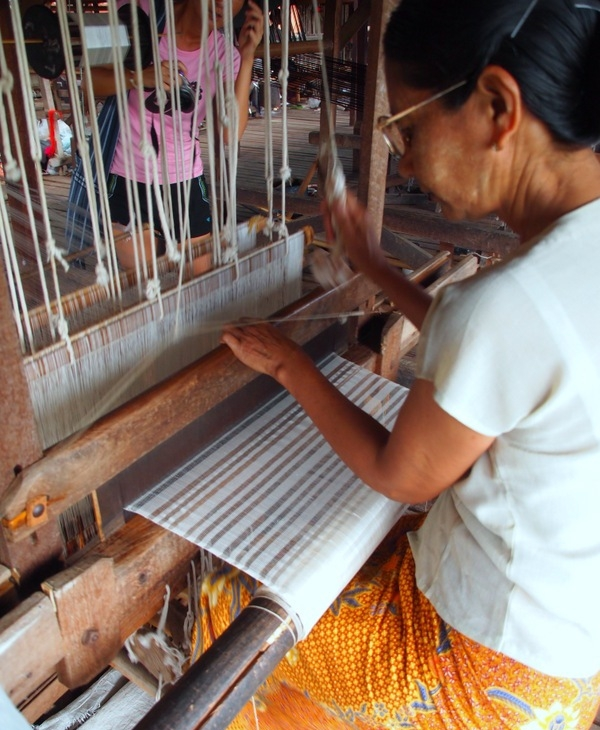
Burmai szövőnő kéziszövőgépen lótuszselyem-szövetet sző

Sa Oo halála után a lótuszselyem-szövés feledésbe merült és csak később, rokonai, Tun Yee és Ohn Kyi jóvoltából éledt újra, akik erre a mesterségre szövetkezetet alapítottak és korszerűsítették az eljárást. 2017-ben Phan Thi Thuan, egy Hanoi közelében működő szövőmester vezette be ezt az eljárást Vietnámban.

## Feldolgozás
A lótusz leszedésére áprilistól októberig van lehetőség. Miután a lótusznövényt kiválasztották és kézzel leszedték, a szárat több helyen eltörik és kihúzzák a szár üregeiben elhelyezkedő 20–30 vékony (mintegy 5 μm vastagságú), ragadós szálakat. 3–5 lótuszszár szálait egyesítve állítják elő és csévélik fel a szövésre alkalmas fonalat. Ezt a műveletsort 24 órán belül el kell végezni, amíg a szálak még nedvesek. Egy-egy ilyen fonal mintegy 40 m hosszú. A fonalakból kézi szövőgépen állítanak elő mintegy 60 cm széles szövetet. A szövés folyamata során a szálakat gyakran vízzel nedvesítik, nehogy kiszáradjanak. Mintegy 20 ezer lótuszszárra van szükség ahhoz, hogy egy női ruha anyagának megfelelő mennyiségű szálat nyerjenek belőlük.

## Felhasználás

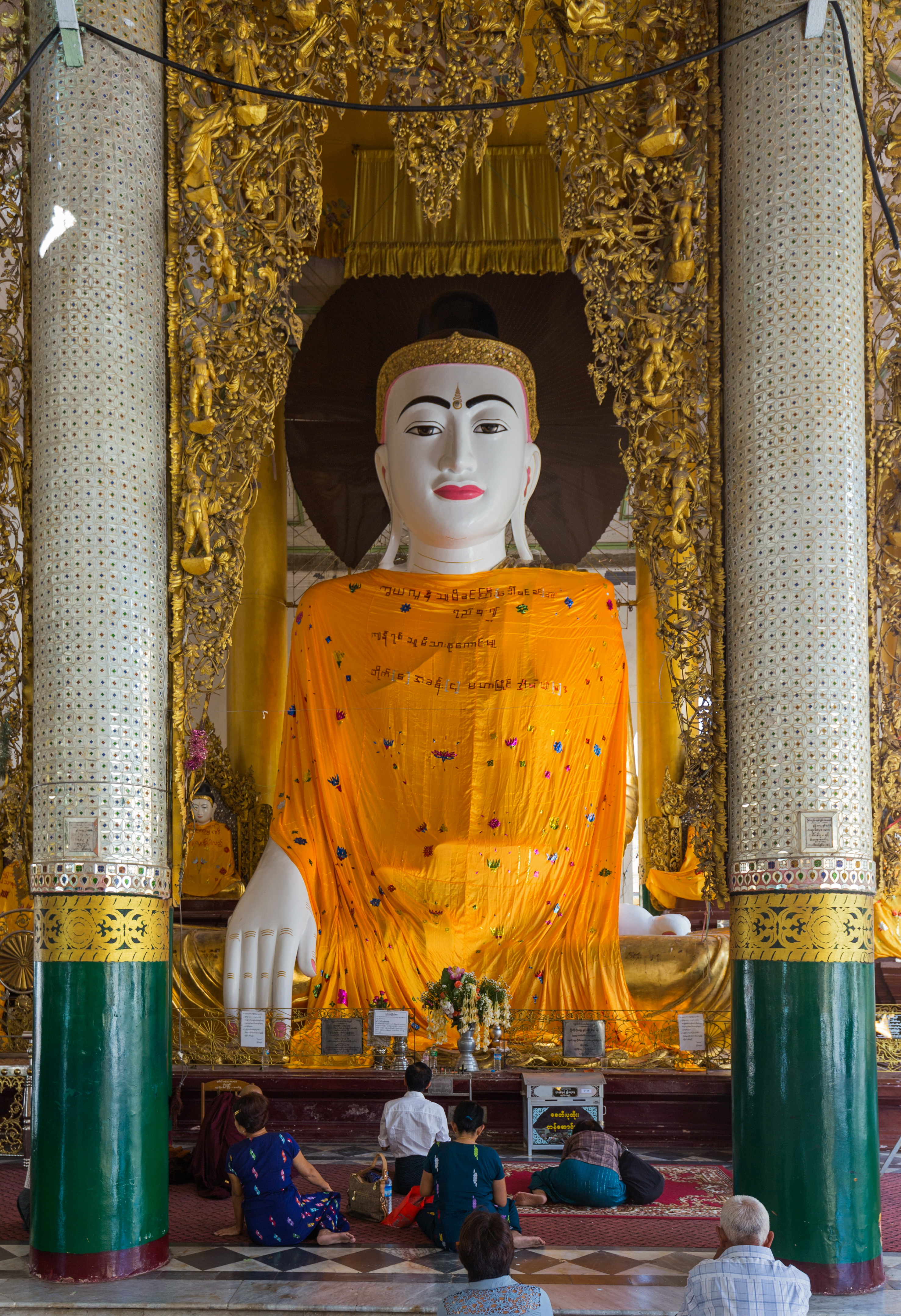
Egy hímzett, sáfrányszínű selyempalásttal felruházott Buddha-szobor a Shwedagon Pagodában

Kezdetben a lótuszselyem-szöveteket Buddha-szobrok díszítésére és buddhista szerzetesek palástja számára készítették, de ma már sokféle ruhadarabot (női ruhákat, blúzokat, sálakat, kendőket, kesztyűket, kalapokat, még férfiöltönyöket is) állítanak elő belőlük. A vietnámi Phan Thi Thuan műhelyében húszan dolgoznak és havonta 10–20 db 25 cm hosszú kendőnek megfelelő mennyiségű lótuszszálat dolgoznak fel, amelyeket azután darabonként 200 dollárért értékesítenek.
A lótuszselyem-szövet kinézetre egy len és hernyóselyem keverékéből készült szövethez hasonlít. Jó gyűrődésálló és légáteresztő tulajdonságú. Színe enyhén sárgás.

## Fordítás
Ez a szócikk részben vagy egészben  a   Lotus silk  című angol Wikipédia-szócikk ezen változatának fordításán alapul.  Az eredeti cikk szerkesztőit annak laptörténete sorolja fel. Ez a jelzés csupán a megfogalmazás eredetét és a szerzői jogokat jelzi, nem szolgál a cikkben szereplő információk forrásmegjelöléseként.